# ART4
Экто-АДФ-рибозилтрансфераза типа 4 (англ. Ecto-ADP-ribosyltransferase 4; ART4; CD297) — белок семейства АДФ-рибозилтрансфераз, продукт гена человека ART4.

## Структура
ART4 состоит из 314 аминокислот, молекулярная масса 35,9 кДа. После созревания белок включает 239 аминокислот. Содержит две внутримолекулярные дисульфидные связи, 5 участков N-гликозилирования и мотив моно-АДФ-рибозилирования. Аланин-285 является участком связывания гликозилфосфатидилинозитола, который заякоривает белок на мембране.

## Функции
ART4 входит в семейство генов эктоферментов АДФ-рибозилтрансфераз, катализирующих перенос АДФ-рибозы из NAD+ в намеченный белок. Однако ферментативная активность этого белка пока не подтверждена экспериментально. Кроме этого, с продуктом гена ART4 связаны группы крови системы Dombrock, которые GPI-заякорены на эритроцитарной мембране. Аллельные варианты CD297 могут быть связаны с трансфузионными осложнениями.

## Тканевая локализация
Белок экспресирован в селезёнке и на T-лимфоцитах.